# Šuli Mu'alem
Šuli Mu'alem - Rafa'eli (hebrejsky שולי מועלם-רפאלי‎, narozena 1965) je izraelská politička a poslankyně Knesetu za stranu Židovský domov.

## Biografie
Narodila se v Haifě jako osmá z devíti dětí, do marocké rodiny, která imigrovala dva měsíce předtím. V armádě sloužila jako učitelka. Poté získala titul bakaláře na škole pro sestry při nemocnici Ša'arej Cedek a magisterský titul na Technionu. Pracovala jako sestra i ve vyšších pozicích v nemocnici Soroka v Beerševě. Přednáší na Ben-Gurionově univerzitě.
14. listopadu 2012 byla zvolena v primárních volbách Židovského domova na 12. místo kandidátky a ve volbách v lednu 2013 byla zvolena do Knesetu. Ve volbách roku 2015 neuspěla, ale 9. října 2015 nastoupila do parlamentu jako náhradnice poté, co rezignoval na poslanecký mandát ministr Naftali Bennett.
Její první manžel Moše, se kterým měla dvě dcery, zahynul v roce 1997 při nehodě vrtulníků u mošavu Še'ar Jašuv. Poté se vdala za dr. Eliho Rafa'eliho, otce tří dětí, s nímž má další dvě děti. Žije v Neve Dani'el v oblasti Guš Ecijon.